# Stenia punctatalis
Stenia punctatalis là một loài bướm đêm trong họ Crambidae.